# 平取町立豊糠小中学校
平取町立豊糠小中学校（びらとりちょうりつ とよぬかしょうちゅうがっこう）は、かつて北海道沙流郡平取町にあった公立小中学校。

## 所在地
振内町市街地から鹿鳴林道に沿って約12km、豊糠開拓地の中央に位置していた。

## 沿革
1947年（昭和22年）に岩知志小学校の分校として発足し、1950年（昭和25年）には校舎が新築、翌1951年（昭和26年）に独立開校した。同年、中学校課程の岩知志中学校分校が発足し、1954年（昭和29年）には小中共に独立校となり、豊糠小中学校となった。
設立当初は26〜27名で始まった学校も、1962年（昭和37年）には100名まで増加した。また、同校周辺では苫小牧東部開発に伴う平取ダム建設の調査が実施された。
現在は廃校舎の利用策を検討する地域協議会が設立され、様々な利用策が議論されている。

### 年表
- 1947年（昭和22年） - 豊糠小学校の開校
- 1951年（昭和26年） - 豊糠中学校の開校
- 1962年（昭和37年） - 生徒数最大小中学校合わせて100人に
- 1967年（昭和42年） - 生徒数がピーク時の半数になる
- 1985年（昭和60年） - ダム建設予定のため学校移転新校舎が完成
- 1987年（昭和62年） - 新校舎落成記念式典
- 2008年（平成20年） - 豊糠（小）中学校閉校

## 教育活動
同校では、地域住民とのふれ合いを重視した教育活動が行われ、1995年（平成7年）には「北海道みどりの環境づくり実践活動表彰」において模範となる優れた団体として賞を受けている。